# أندريه نيبيلا
أندريه نيبيلا (22 يناير 1951 - 2 فبراير 1989) لاعب تزلج سلوفاكي مثل تشيكوسلوفاكيا في بطولات التزلج الدولية، وحمل الذهبية في دورة الألعاب الأولمبية الشتوية 1972، وبطل العالم ثلاث مرات (1971-1973) ، وبطل أوروبا خمس مرات (1969-1973). في وقت لاحق من حياته المهنية الاحترافية وأصبح مدربًا.